# Assemblée générale de l'Union astronomique internationale de 1988
20e assemblée générale de l'Union astronomique internationale
La 20e assemblée générale de l'Union astronomique internationale s'est tenue du 2 au 11 août 1988 à Baltimore, dans le Maryland, aux États-Unis.